# CFG Bank Arena
Die CFG Bank Arena ist eine im Umbau befindliche Mehrzweckhalle in der US-amerikanischen Stadt Baltimore im Bundesstaat Maryland. Die Veranstaltungsstätte war zuletzt von 2017 bis 2019 die Heimat der Arena-Football-Mannschaft Baltimore Brigade aus der Arena Football League (AFL).

## Geschichte
Entworfen wurde das Bauwerk von dem US-amerikanischen Architekten AG Odell Junior. Die Grundsteinlegung für den Bau fand im Jahr 1961 statt. Der Bau der Arena dauerte rund zwei Jahre an und kostete 14 Mio. US-Dollar. Am 23. Oktober 1962 wurde das Gebäude als Baltimore Civic Center mit einer Zuschauerkapazität von maximal 14.000 Plätzen eröffnet. Von 1986 bis 2003 wurde die Halle in Baltimore Arena umbenannt. Diesen Namen trug die Arena in den Jahren 2013 und 2014 erneut. Von 2003 bis 2013 war die Stätte als 1st Mariner Arena bekannt. Von 2014 bis zur Vertragskündigung der Stadt im Mai 2022 hieß die Halle durch Sponsoringvertrag mit Royal Farms Royal Farms Arena. Derzeit trägt sie wieder die Bezeichnung Baltimore Arena, bis ein neuer Sponsor bereitsteht. Dieser soll zur Neueröffnung bis zum Februar 2023 gefunden werden. Die Halle gehört der Stadt Baltimore und wurde zuletzt bis 1. Juli 2023 von ASM Global betrieben. Im Sommer 2023 übernahm die aus Denver, Colorado, stammende Oak View Group die Operation der CFG Bank Arena.
Die Veranstaltungsarena war Heimspielstätte verschiedener Sportmannschaften; so waren hier die Teams Baltimore Clippers (1962–1977), Baltimore Bullets (1963–1973), Baltimore Banners (1974), Baltimore Blades (1974–1975), Baltimore Blast (1980–1992), Baltimore Skipjacks (1981–1993), Baltimore Thunder (1987–1999), Baltimore Bayrunners (1999–2000), Baltimore Bandits (1995–1997), Baltimore Blackbirds (2007), Baltimore Mariners (2008–2010, 2014) und Baltimore Charm (2011–2014) in der Arena heimisch. Von 1992 bis 2017 waren die Baltimore Blast in der Halle ansässig.
Auch Konzerte finden in der Halle statt. So traten hier die international bekannten Künstler und Bands wie z. B. Bruce Springsteen, Carlos Santana, David Bowie, Dire Straits, Eagles, Elton John, Eric Clapton, Kiss, Mark Knopfler, Prince, Rihanna und U2 auf.
Zusätzlich finden Show- und Familienveranstaltungen wie der Ringling Bros. and Barnum & Bailey Circus, der Cirque du Soleil, Disney on Ice, Monstertruckrennen, Spiele der Basketball-Showtruppe Harlem Globetrotters, Kämpfe der World Wrestling Entertainment (WWE), Shogun Fights (Mixed Martial Arts) und Preseason-Spiele der NBA und der NHL in der Halle statt.
Im Dezember 2021 stellte die Oak View Group (OVG) und das Designteam Urban Design & Architecture Advisory Panel (UDAAP) Pläne für eine umfassende Renovierung der Halle vor. Die Kosten sind auf 150 Mio. US-Dollar angesetzt, die privat finanziert werden sollen. Gegenwärtig fasst die Baltimore Arena bei Konzerten maximal 14.000 Zuschauer und 12.289 bei Basketball, Eishockey oder Indoor Soccer. Das Fassungsvermögen soll um 10 bis 15 Prozent erhöht werden. Dies würde das Platzangebot für Basketball, Eishockey und Indoor Soccer auf 13.517 bis 14.132 erhöhen. Der Umbau muss bis zum jährlichen Basketballturnier der Central Intercollegiate Athletic Association (CIAA) am 20. Februar 2023 abgeschlossen sein. Der Umbau soll nach dem CIAA-Basketballturnier am 28. Februar 2022 beginnen. Anfang Juni des Jahres wurde der Spatenstich für den Umbau ausgeführt.
Im Oktober 2022 wurde die CFG Bank neuer Namenssponsor der Halle.